# Milena Illová
Milena Illová psaná též Ludmila, či Máňa, rozená Mautnerová (25. května 1888 Miličín – 19. října 1944 Auschwitz) byla česká židovská novinářka, překladatelka a spisovatelka.

## Životopis
Narodila se v početné rodině Josefa Mautnera (1854–1926) a Augusty, rozené Roubíčkové (1859–1913). Její sourozenci byli: Marie Glaserová (1885–1942), Alexander (1887–1918), Hedwig (1890–1916), Maximilian (1891–1943), Leo (1892–1945), Martha (1894–1986), Anna Volianská (1895–1974), Kamila Malínská (1897–1976) a Gertrud (1903–1942).
Provdala se za českého židovského básníka, publicistu a překladatele Rudolfa Illového. Jako novinářka psala o otázkách politických, mírových a ženského hnutí. Působila v sociálně demokratickém ženském hnutí. Byla členkou Československé ligy pro mír a svobodu. Překládala díla z angličtiny a němčiny. Bydlela na adrese Komornická 14 v Praze XIX Dejvicích.
V červenci 1942 byla spolu s manželem převezena do Terezína, kde její manžel v lednu 1943 zemřel. Illová byla transportována 19. října 1944 do Osvětimi, kde byla ihned po příjezdu zavražděna,

## Dílo

### Spisy
- Fašismus a ženy – Praha: Ústřední výbor žen sociálně demokratických, 1933
- Pro mír – Marie Calma, Otilie Hanausková, Pavla Moudrá, Lola Hanousková, Máňa Sychravová, Zdenka Kurzová, Milena Illová, Bohumila Smolařová-Čapková, Irena Malinská. Praha: Československá ženská liga pro mír a svobodu, 1928

### Překlady
- Pronajaté dítě – Marie Corelli; úvod František Sekanina; in: 1000 nejkrásnějších novel... č. 8. Praha: J. R. Vilímek, 1911
- Satanovy strasti čili Podivná zkušenost jistého Geoffrey Tempesta, milionáře – Marie Corelli; z angličtiny. Praha: Jan Otto, 1912
- Miláček lady Silverdaleové – William Black; úvod F. Sekanina; in: 1000 nejkrásnějších novel... č. 27. Praha: J. R. Vilímek, 1912
- Neboť krev je život – Francis Marion Crawford; úvod F. Sekanina; in: 1000 nejkrásnějších novel... č. 42. Praha: J. R. Vilímek, 1913
- Má obdivuhodná žena – Marie Corelli. Praha: Josef R. Vilímek, [1917][5]
- Vítek: román o bojích Přemyslovců – Adalbert Stifter; ilustroval Stanislav Hudeček. Praha: Ústřední dělnické knihkupectví a nakladatelství (ÚDKN), 1926[6]
- Náraz: román – Ellen Wilkinson; autorizovaný překlad z angličtiny. Praha: Právo lidu, 1930
- Hrdina je mrtev – Paula Wallisch; z němčiny. Praha: ÚDKN, 1936